# Ammarnäs
Ammarnäs is een plaats in de gemeente Sorsele in het landschap Lapland en de provincie Västerbottens län in Zweden. De plaats heeft 95 inwoners (2005) en een oppervlakte van 47 hectare. De plaats ligt aan het meer Gautsträsket en de rivier de Tjulån loopt langs het dorp. De plaats wordt omsloten door naaldbos en net ten westen van de plaats ligt de 728 meter boven de zeespiegel gelegen Näsberget, hier zijn skimogelijkheden.

## Verkeer en vervoer
Door de plaats loopt alleen de doorgaande Länsväg 363 die deze plaats als eindbestemming heeft.